# Stubbe – Von Fall zu Fall: Alte Freunde
Alte Freunde ist ein deutscher Fernsehfilm von Peter Kahane aus dem Jahr 2012. Es handelt sich um den fünfundvierzigsten Filmbeitrag der ZDF-Kriminalfilmreihe Stubbe – Von Fall zu Fall mit Wolfgang Stumph in der Titelrolle.

## Handlung
Kommissar Stubbe und sein Kollege Zimmermann nehmen die Ermittlungen im Entführungsfall von Geschäftsinhaber Berthold Hausmann auf. Am Parkplatz seiner Standard-Joggingstrecke wurde von seiner Frau eine Lösegeldforderung gefunden, nachdem sie ihn gesucht hat, weil er von seiner morgendlichen Joggingtour nicht zurückgekehrt war. Die Täter fordern 500 000 Euro innerhalb der nächsten Stunde ein und Susanne Hausmann will diese Summe von ihrem Konto abheben. Doch die Bank stellt sich quer und informiert die Polizei, die sich nun gegen den Willen von Susanne Hausmann in den Fall einklinkt. Stubbe geht auf die Forderung ein, lässt die Scheine aber markieren und die Frau observieren, die ihnen den Übergabeort nicht verraten will. Durch die „Einmischung“ der Polizei konnte Susanne Hausmann das vorgegebene Zeitfenster nicht genau einhalten und verspätete sich um zehn Minuten. Obwohl das Geld abgeholt wurde, wird noch am selben Tag in den Resten eines abgebrannten Jägerhochstandes die verkohlte Leiche des Entführten gefunden. Hausmann gibt nun den Polizisten die Schuld am Tod ihres Mannes.
Kriminal- und rechtsmedizinische Experten arbeiten mit Hochdruck, um schnellstmöglich Hinweise und eine erste Spur zu den Tätern zu erhalten. Anhand des nicht ganz zerstörten Mobiltelefons kann Hausmanns letzter Anrufer ermittelt werden. Dabei handelt es sich um Tobias Linde. Stubbe und Zimmermann befragen den Mann, der das ganze Gegenteil von einem erfolgreichen Geschäftsmann zu sein scheint. Linde gibt an, dass er und Hausmann alte Freunde wären und sich die letzten Jahre aus den Augen verloren hatten. Erst seit kurzem hätten sie sich wiedergefunden und regelmäßig getroffen, um über alte Zeiten zu reden. Später erfährt Stubbe, dass Linde Miteigentümer von Hausmanns Firma ist, was ihn nun verdächtig macht. Doch damit nicht genug, zur Zeit der gemeinsamen Firmengründung waren Susanne und Linde ein Paar. Bei dieser Motivlage ist sogar Linde klar, dass er der Tatverdächtige Nummer eins ist, doch Stubbe kann bei seinen Befragungen keinen Hass in dem Mann entdecken. Da Hausmann bei lebendigem Leibe verbrannt wurde, muss aber extrem großer Hass im Spiel gewesen sein.
Während die Ermittler noch immer auf der Stelle treten und keinen rechten Ansatzpunkt zum Täter finden, wird bei Susanne Hausmann eingebrochen. Sie überrascht den Täter, der sie daraufhin niederschlägt. Als sie Hilfe rufen kann, ist der Einbrecher bereits über alle Berge. Zimmermann hält es für möglich, dass nach ihrem Mann nun auch Susanne Hausmann entführt werden sollte. Stubbe zweifelt allerdings, ob sie es überhaupt mit einer Entführung zu tun haben. Als er herausfindet, dass die Ehe der Hausmanns weit weniger harmonisch verlief, als Susanne Hausmann es geschildert hatte, bleibt sie im Visier des Kommissars. Er stellt nach seiner Vorstellung die Geschehnisse am Entführungs- und Todestag von Hausmann nach und findet bei allen bisher ermittelten Details Möglichkeiten, wie auch Susanne Hausmann dies hätte bewerkstelligen können. Da sie bei der Geldübergabe das Fahrzeug abgeschüttelt hatte, das sie observierte, gab es für sie genug Zeit, zu dem Hochstand zu fahren und ihn anzuzünden. Dennoch kann Stubbe das alles nicht beweisen. Er versucht Linde dazu zu bewegen, ihm zu helfen, Susanne Hausmann eine Falle zu stellen – seinem alten Freund zu Liebe. Unter dem Vorwand, dass Hausmann einen USB-Stick bei ihm deponiert hat, wodurch bewiesen werden kann, dass seine Frau versucht hat, ihm die Firma wegzunehmen, lockt er sie zu sich und fordert zusätzlich eine Million Euro. Susanne Hausmann fährt sofort zu Linde und übergibt ihm alles, was sie an Schmuck zur Verfügung hat, denn das Lösegeld hatte ihr der Einbrecher gestohlen. Er fordert jedoch auch noch ein schriftliches Geständnis als Sicherheit für den fehlenden Restbetrag. In einem unbeobachteten Moment versetzt sie sein Trinkglas mit Betäubungsmittel. Als sie versucht, den bewusstlosen Linde aus dem Fenster zu werfen, nimmt Stubbe sie fest.

## Nebenhandlung
Während Stubbe und Marlene Berger ihre Beziehung vorerst noch vor allen geheim halten und sich in ihrer neuen Partnerschaft erst einmal behutsame zueinander vortasten, plant Charlotte ernsthaft auszuziehen und sieht sich in einem Pflegeheim um. Doch nichts gefällt ihr und so hat Christiane eine Idee: Sie bringt Charlotte dazu, sich mit ihrer alten Freundin auszusöhnen und gemeinsam gründen sie eine WG.

## Hintergrund
Der Film wurde vom 12. April bis zum 15. Mai 2012 unter dem Arbeitstitel Ganz oben, ganz unten in Hamburg und Umgebung gedreht.

## Rezeption

### Einschaltquote
Die Erstausstrahlung von Alte Freunde am 22. Dezember 2012 im ZDF erreichte 7,37 Millionen Zuschauer und einen Marktanteil von 22,9 Prozent.

### Kritik
Rainer Tittelbach von tittelbach.tv befand den Film als „Handwerklich solide.“ „Dramaturgisch dagegen besitzt diese Geschichte deutliche Schwächen.“ Beeindruckt hatten ihn „zwei ‚Gastdarstellern‘ der Extraklasse, Jeanette Hain und Roeland Wiesnekker, und eine[…] Inszenierung, die die Gesichter eben dieser beiden Ausnahmeschauspieler sucht und sie förmlich aus ihrer Umgebung herausschneidet. Sie legen ein Geheimnis in die Bilder und sorgen dafür, dass dem gut fotografierten Neunzigminüter auch atmosphärisch nicht die Luft ausgeht.“
Bei Der Tagesspiegel wertete Thomas Geringer: Auch wenn sich „die beliebte ZDF-Reihe“ „dem Ende“ zuneigt, kann sich der neue Fall „sehen lassen“. Denn „mit Spannung, psychologischen Abgründen und einer hochkarätigen Besetzung punktet“ er außergewöhnlich stark. „Leider wird, wie im deutschen Krimi halt üblich, bisweilen viel erklärt statt aufgeklärt.“ Das scheint aber nur ein Negativpunkt für den Kritiker zu sein.
Renatus Töpke bei quotenmeter.de stellte fest: „Unter der routinierten Regie von Peter Kahane entwickelt sich der neueste Fall zu einem Highlight.“ Ebenso führt er auch als Drehbuchautor die Darsteller „straff und spannend“ durch die Geschichte. „Dank toller Besetzung bis ins letzte Glied und der übersichtlichen und atmosphärischen Kameraarbeit von Kameramann Andreas Köfer und seinem Oberbeleuchter Stefan Herrmann unterhält ‚Stubbe – Alte Freunde‘ von der ersten bis zur letzten Minute.“ „Auch ist es die feine Brise Humor zwischen Stubbe und Kollege Zimmermann, die dem Fernsehfilm immer wieder Schwung gibt und mit Wortwitz und dem Charme seiner Protagonisten über den Durchschnitt des Fernseheinheitsbreis hievt.“ Einzig die „unnötige“ Nebengeschichte um Charlotte war seiner Meinung nach „eher nervig und störend.“
Für die Kritiker der Fernsehzeitschrift TV Spielfilm war Alte Freunde ein „Grausamer Fall – mit ‚Alterserscheinungen‘.“ und vergaben dem Film die bestmögliche Wertung (Daumen nach oben).